# Carmen Molina
Carmen Molina (1920-1998) est une chanteuse et actrice mexicaine. Elle débute en 1936 à l'âge de 16 ans et apparaît dans plusieurs films dont Les Trois Caballeros (1944), dans lequel elle danse avec Donald Duck et José Carioca.

## Filmographie
- 1937 : No te engañes corazón
- 1944 : Les Trois Caballeros